# Acossus populi
Acossus populi là một loài bướm đêm thuộc họ Cossidae. Loài này có ở Hoa Kỳ in Nevada, Colorado, California và ở miền bắc Dãy núi Rocky. In Canada Loài này có ở Ontario và British Columbia.
Sải cánh dài 50–68 mm.
Ấu trùng ăn các loài Populus, mainly Populus tremuloides.

## Hình ảnh

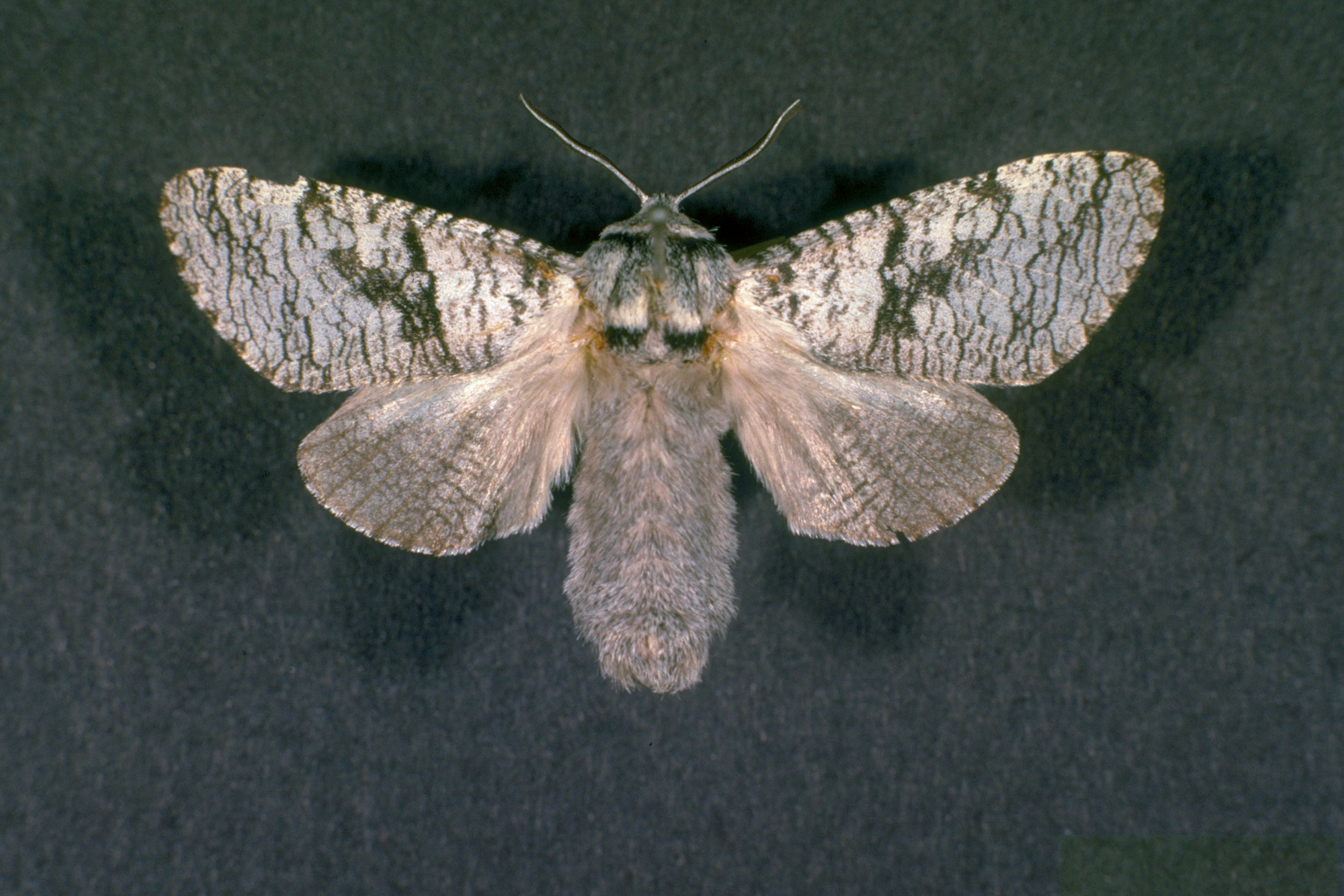